# Paratrachelas maculatus
Paratrachelas maculatus là một loài nhện trong họ Trachelidae.
Loài này thuộc chi Paratrachelas. Paratrachelas maculatus được Tord Tamerlan Teodor Thorell miêu tả năm 1875.